# Луцій Фурій Філ
Лу́цій Фу́рій Філ (лат. Lucius Furius Philus; ? — після 135 до н. е.) — військовий діяч Римської республіки, консул 136 року до н. е.

## Життєпис
Походив з патриціанського роду Фуріїв. Син Луція Фурія Філа, претора 171 року до н. е., та правнук Публія Фурія Філа, консула 223 року до н. е. Про нього замало відомостей.
У 139 році до н. е. став претором. У 136 році до н. е. його було обрано консулом (разом з Секстом Атілієм Серраном). Як провінцію отримав Ближню Іспанію. Виконав наказ римського сенату щодо видачі нумантійцям Гая Гостілія Манціна. Разом з тим не зміг перемогти іберів та захопити Нуманцію. Луцій Фурій запам'ятався тим, що навмисно призначив двох своїх особистих ворогів — Квінта Метелла і Квінта Помпея командувачами підрозділами під час його іспанського командування, очевидно, для того, щоб його досягнення могли бути похвалені навіть тими, хто не любив його. Через це він згадувався як чудова модель римської впевненості або як приклад римської нечистоплотності. У 135 році до н. е. повернувся до Риму.
З того часу про подальшу долю його згадок немає.

## Творчість
Належав до культурного гуртка Публія Корнелія Сципіона Еміліана. Був автором праці, в якій йдеться про засоби облоги міст. Цицерон похвалив його стиль.

## Родина
- Марк Фурій Філ, монетарій 119 року до н. е.